# NGC 94-2
NGC 94-2(NPM1G +22.0020, PGC 1670567)是仙女座的一個星系。星等為15.5，赤經為22分13.8秒，赤緯為+22°28 '26"。在1884年11月14日首次被纪尧姆·比古尔丹發現。

## 外部連結
- NGC 94-2
- NGC 94-2
- http://www.ngcic.org/steinicke/（页面存档备份，存于）